# Republic: The Revolution
A Republic: The Revolution egy politikával kapcsolatos stratégiai játék, melynek vezető programozója Demis Hassabis, a Lionhead Studios egykori tagja.
Az alaptéma helyszíne egy posztkommunista ország, Novistrana (szó szerint kb. „új ország”), ahol Karaszov tábornok diktatórikus módszerekkel uralkodik. Főhősünk személyes sértettséget is érezve úgy dönt, hogy pártot alapít, melynek végcélja nem más, mint a hatalom megdöntése és átvétele.

## Játékmenet
A grafika a Totality Engine munkája, mely a maga nemében meglehetősen szép képet mutat. Háromdimenziós táj, élő környezet, szépen lemodellezett egységek. Sajnos azonban a játékos meglehetősen kevés időt tölt ebben a környezetben, a játék legfőbb képernyője a taktikai térkép, melyen az aktuális utasításokat lehet kiadni. Az egyes akciók megjelenítését viszont a grafikus motor végzi.
Háromféle "nyersanyag" van a játékban: erő, befolyás és pénz. A cél egyes városok kerületeinek propagandatevékenység útján való elfoglalása és küldetések végrehajtása. Minden kerület besorolható egy erőforrás alá, ennek megfelelően kell kiválasztani azt a módszert, amellyel sikerrel járhatunk. A szegényebb kerületek az erőre, az értelmiségiek a befolyásra, míg a gazdagok a pénzre érzékenyek leginkább. A rivális pártokkal szemben való harc során bajtársakat vehetünk magunk mellé, hogy segítsenek fél-illegális tevékenységünkben. Ők is a három erőforrásnak megfelelő beállítottsággal rendelkeznek. A játékban napok vannak, melyek három részre oszlanak: reggel, délután, este. A birtokolt területtől függően minden reggel nyersanyagot kapunk, melyeket akciók megszervezésére költhetünk. Sikeres akcióért tapasztalati pont jár, mely embereink tulajdonságain javít.
Nem mindenki megbízható, így a tagokat bármikor lecserélhetjük újakra, vagy esetleg ők mennek el, ha nem érzik jól magukat. Ilyenkor lehetőség van a játék egyedülálló beszélgetési pontozós rendszerén keresztül bátorítani őket, vagy megfélemlíteni azokat, akik titokban más szervezeteknek kémkednek.

## Novistrana
A játék helyszínéül szolgáló ország a történet szerint egy volt szovjet tagköztársaság, annak minden jellegzetességével. Konkrétan három területet járhatunk be: Ekaterine, Pugacsov és Berezina. Az ország vezetője egy régi KGB-tiszt, Vaszilij Karaszov. Uralma diktatórikus, elnyomó. Politikai pártok, habár alakulhatnak, azoknak lojálisaknak kell lenniük az uralmon lévő párthoz. A játék során látható videókon keresztül kerül bemutatásra, milyen könyörtelenül törik le bármely megmozdulást.
A játékban szereplő nyelv, a novisztrániai, erős hasonlóságokat mutat az orosz és az ukrán nyelvvel, annak ellenére, hogy a szövegek teljesen értelmetlenek, mivel több szláv nyelvből vettek át véletlenszerűen szavakat. Az ország elhelyezkedése az utalások alapján lehet a Balti-tenger partján vagy éppen Grúzia mellett. A lakosság vallása ortodox keresztény. Több párt is tevékenykedik itt, mindegyik a három nyersanyag köré csoportosulva.

## Fogadtatás
A játék, egyedülálló ötlete és zseniális megvalósítása ellenére csak „gyenge közepes” értékeléseket kapott. Elsősorban a lineáris játékmenet és a három dimenzióban rejlő lehetőségek elégtelen kihasználása volt az elégedetlenség fő oka. Magyarországon a Gamer Magazin 2003 októberében 71%-ra értékelte (pozitívumok: zene, sok lehetőség, oroszos feeling; negatívumok: könnyen unalmassá válik, karaktermozgások, kameramozgás).
A PS4Pro.eu magazin magyar oldalának retrotesztjében már sokkal pozitívabban, 86%-ra értékelte, meglátva benne a ma is aktuális "diktátorszimuláció" eredetiségét.

## Érdekességek
- A BAFTA-díjra jelölt zenét James Hannigan szerezte
- Novistrana, bár egy kitalált ország, saját nemzeti himnusszal rendelkezik
- A játékban használt betűk nem cirill eredetűek, bár nagyon hasonlítanak rájuk
- Bár a Republic 2 sosem készült el az Elixir csődje miatt, a fejlesztők egy része megalapította a Positech Gamest, mely készített két hasonló témájú játékot, a Democracy első és második részét